# 児玉谷史朗
児玉谷 史朗（こだまや しろう、1954年4月28日 - ）は、日本の社会学者。一橋大学名誉教授。専門は国際開発論およびアフリカ地域研究。

## 学歴
- 1973年 3月 千葉県立千葉高等学校卒業
- 1977年 3月 東京教育大学文学部歴史学科西洋史専攻卒業
- 1977年 4月 一橋大学大学院社会学研究科修士課程入学
- 1980年 3月 同課程修了
- 1980年 4月 一橋大学大学院社会学研究科博士課程進学
- 1981年10月 野間財団の奨学金を得て、休学してケニアのナイロビ大学開発研究所に所属し、ケリチョ地区調査（83年 9月まで）

## 職歴
- 1985年 4月 アジア経済研究所入所（調査研究部、後に総合研究部［アフリカ・プロジェクト・チーム］、地域研究部［アフリカ］に配属）
- 1986年 4月 アジア経済研究所海外派遣員として、ザンビア共和国で調査研究（ザンビア大学アフリカ研究所所属）（88年 3月まで）
- 1991年 3月 アジア経済研究所退職
- 1991年 4月 一橋大学社会学部助教授（社会地理学講座）
- 1996年10月 一橋大学社会学部教授（社会地理学講座）
- 2000年 4月 一橋大学大学院社会学研究科教授に配置替え
- 2018年 3月 定年退職
- 2018年 4月 一橋大学名誉教授[1]、一橋大学大学院社会学研究科特任教授

## 学会活動
- 2006年 - 2007年 日本アフリカ学会理事
- 2013年 - 2015年 日本国際地域開発学会監事[2]

## 文筆活動

### 著書
- 『アフリカにおける商業的農業の発展』（編著）アジア経済研究所, 1993

### 論文
- 「ダンボの土地利用と農業生産――ザンビア・チネナ村の事例」（半澤和夫・島田周平との共著）『開発学研究』4(2), 1994
- 「地域研究と開発研究」『一橋論叢』111(4), 1994
- 「ザンビアの構造調整とメイズの流通改革」原口武彦編『構造調整とアフリカ農業』アジア経済研究所, 1995
- "Migration, population growth and ethnic diversity of a village in central Zambia." Hitotsubashi Journal of Social Studies 27(2), 1995
- 「アフリカ――失われた10年と構造調整の10年」柳田侃・奥村茂次・尾上修悟編『新版世界経済――市場経済のグローバル化』ミネルヴァ書房, 1998
- 「ザンビアにおける経済危機と都市インフォーマル・セクター」池野旬・武内進一編『アフリカのインフォーマル・セクター再考』アジア経済研究所, 1998
- 「ザンビアにおける農業流通の自由化」大林稔編『アフリカ： 第三の変容』昭和堂, 1999
- 「ザンビアの慣習法地域における土地制度と土地問題――中央州のある村の事例を中心に」池野旬編『アフリカ農村像の再検討』アジア経済研究所, 1999